# Luka Zima
Luka Zima, slovenski klasični filolog in slavist, * 13. oktober 1830, Podlože, † 16. marec 1906, Varaždin.

## Življenje in delo
Rodil se je v kmečki družini očetu Antonu in materi Elizabeti (rojena Šurman). Po končanem študiju v Pragi in Gradcu (1856) je iz panslavističnega navdušenja odšel na Hrvaško in Srbijo, kjer je bil v Sremskih Karlovcih in Varaždinu gimnazijski profesor, v letih 1893−97 pa prvi profesor grščine na beograjski univerzi. Bil je dopisni član JAZU v Zagrebu in Srbskega učenega društva v Beogradu. Pisal je razprave o srbski in hrvaški skladnji, o antičnem in srbskem heksametru, o metriki in pesniških figurah v srbskih narodnih pesmih. Njegova študija o vzporednicah med Homerjevo epiko in srbskimi junaškimi pesmimi, objavljena v izvestju gimnazije v Sremskih Karlovcih 1859, je med prvimi takimi deli s področja primerjalnega proučevanja srbske ljudske epike.